# Franz Anton Kuen
Franz Anton Kuen (7. srpna 1679 Bregenz – 17. srpna 1742 Weingarten (Württemberg)) byl rakouský sochař radikálního a dynamického baroka.

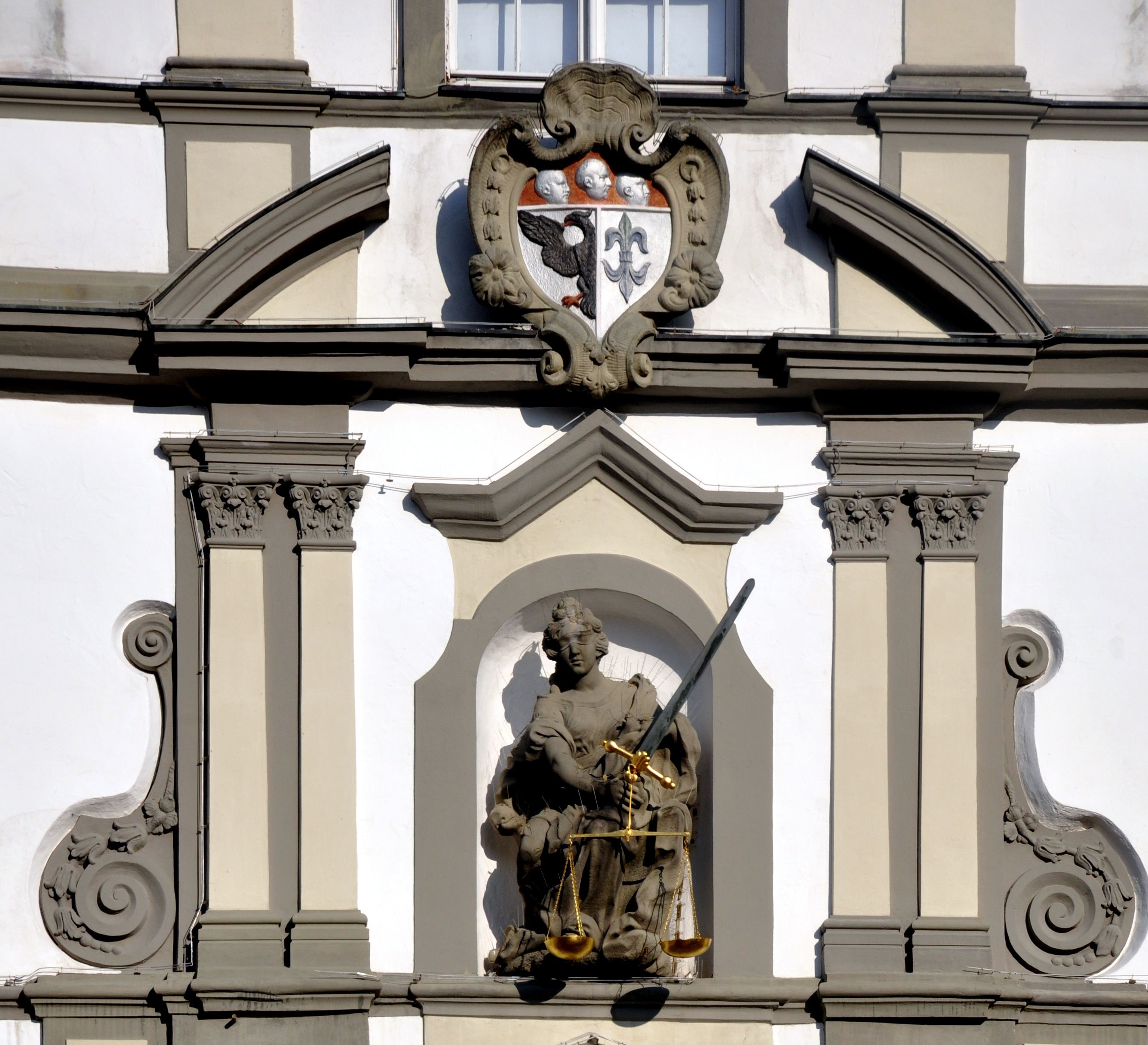
Reliéf městského štítu a alegorie spravedlnosti na radnici ve Wangen im Allgäu, 1719

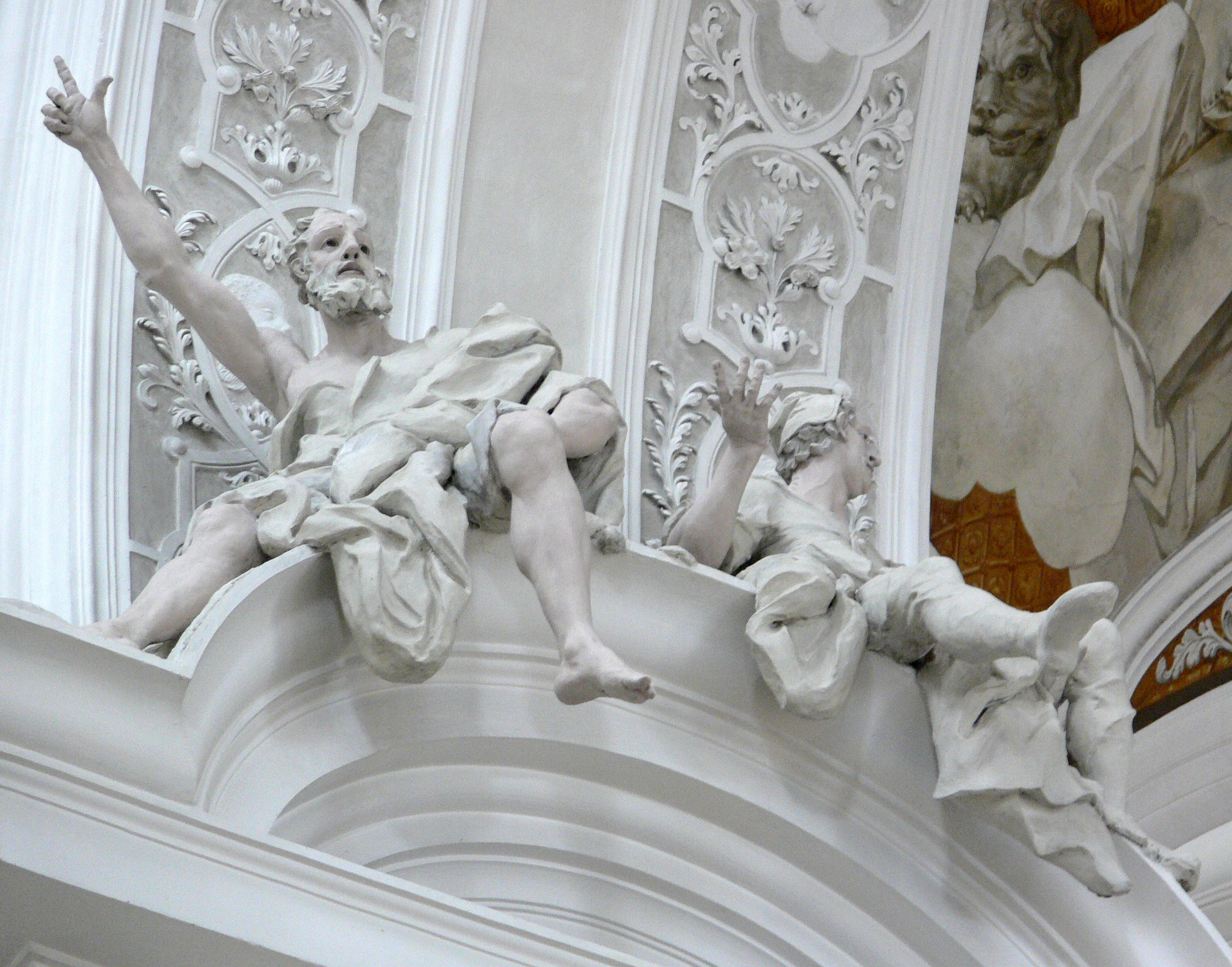
Dvě z osmi plastik proroků v bazilice sv. Martina ve Weingarten, 1721

## Život
Kuen byl členem třetí generace známé rodiny umělců z Hoheneggu ve Vorarlbersku a synem architekta bregenzského kostela Johanna George Kuena (1642-1691).
Byl jednou z důležitých postav v barokního umění v Čechách a v okolí Bodamského jezera. K jeho hlavním dílům patří úprava portálu klášterního kostela v Oseku, především je sochy čtyř evangelistů.